# Saint-Pierre-d'Entremont (Orne)
Saint-Pierre-d'Entremont é uma comuna francesa na região administrativa da Normandia, no departamento Orne. Estende-se por uma área de 6,22 km². Em 2010 a comuna tinha 687 habitantes (densidade: 110,5 hab./km²).